# Theories of Flight
Theories of Flight é o décimo segundo álbum de estúdio da banda de progressive metal Fates Warning. Foi lançado em 1 de julho de 2016. Theories of Flight marcou a primeira vez desde o FWX de 2004 que Fates Warning gravou como um quarteto. Embora o guitarrista Frank Aresti ainda tenha sido membro do Fates Warning no momento das sessões de gravação e gravação do álbum, ele não é creditado como membro da banda no encarte, mas por gravar solos de guitarra em pelo menos duas faixas ("Rooftops" e "White Flag").

## Lista das faixas
| N.º            | Título                          | Duração |  |
| 1.             | "From the Rooftops"             | 6:52    |  |
| 2.             | "Seven Stars"                   | 5:33    |  |
| 3.             | "SOS"                           | 4:34    |  |
| 4.             | "The Light and Shade of Things" | 10:14   |  |
| 5.             | "White Flag"                    | 5:20    |  |
| 6.             | "Like Stars Our Eyes Have Seen" | 5:13    |  |
| 7.             | "The Ghosts of Home"            | 10:31   |  |
| 8.             | "Theories of Flight"            | 4:00    |  |
| Duração total: | Duração total:                  | 52:17   |  |

## Formação
- Ray Alder – vocais solo
- Jim Matheos – guitarra
- Frank Aresti - guitarra solo em "From The Rooftops" e "White Flag"
- Mike Abdow - guitarra solo em "White Flag"
- Bobby Jarzombek – bateria
- Joey Vera – baixo

## Desempenho
| Tabela musical (2016)                      | Posição máxima |
| ------------------------------------------ | -------------- |
| Áustria (Ö3 Austria Top 40)                | 32             |
| Bélgica (Ultratop Flandres)                | 175            |
| Bélgica (Ultratop Valônia)                 | 192            |
| Países Baixos (Dutch Charts)               | 70             |
| Alemanha (Offizielle Deutsche Charts)      | 12             |
| Italian Albums (FIMI)                      | 80             |
| Suíça (Schweizer Hitparade)                | 16             |
| Estados Unidos (Billboard Top Heatseekers) | 2              |